# Джобсон, Глен
Глен Рэй Джобсон (англ. Glen Ray Jobson) — австралийский хоккеист (хоккей на траве), полевой игрок.

## Биография
Глен Джобсон в 1956 году вошёл в состав сборной Австралии по хоккею на траве на Олимпийских играх в Мельбурне, занявшей 5-е место. Играл на позиции защитника, провёл 1 матч, забил 1 мяч в ворота сборной Сингапура.
Живёт в Австралии.